# Nesselmühle
Die Nesselmühle ist eine abgegangene Mühle am Nesselbach bei Wehlenberg im mittelfränkischen Landkreis Weißenburg-Gunzenhausen.

## Lage
Die Mühle lag auf 419 m, unterhalb und etwa 400 Meter nordwestlich von Wehlenberg am südlichen Rand des Nesselbachtales, wo dem Nesselbach aus dem Haundorfer Wald im Nordosten von links der Wettelbach zuläuft. Ihre Räder wurden vom Wettelbach angetrieben.

## Beschreibung und Geschichte
Der bis ins 20. Jahrhundert stehende Mühlenbau, ein zweigeschossiger, steiler Satteldachbau mit Fachwerkoberstock zu längsseitig fünf Fensterachsen, wurde im Kern 1574 unter Joachim Christoph von Lentersheim am Weg von Stadeln nach Wehlenberg errichtet. Anfang des 17. Jahrhunderts (1608, 1612) taucht der Mühlenname fälschlich als „Eselmühl/Eßelmühl“ auf. 1662 hatte der Exulant Stephan Buckelmüller aus Oberösterreich als Lentersheimischer Untertan die Mühle inne. 1670 wurde die Mühle mit zwei Mahlgängen und einer Säge von den Lentersheimischen Erbinnen an den Markgrafen von Brandenburg verkauft. In einer Beschreibung von 1732 heißt es, dass die „Neßel Mühl“ mit Wehlenberg eine Gemeinde ausmacht und in das markgräfliche Kastenamt Gunzenhausen gehört; gepfarrt ist die Mühle nach (Alten-)Muhr, wohin auch der Zehnt geht. Die hohe Fraisch wird vom Oberamt Gunzenhausen ausgeübt. Im 18. Jahrhundert war die Mühle auch Papiermühle. 1806 bayerisch geworden, gehörte sie ab 1808 zum Steuerdistrikt (und zur späteren Gemeinde) Altenmuhr.
1950 bewohnten die Mühle, wie schon 1824 und 1929, fünf Personen. 1951 wurde das letzte Wasserrad entfernt. 1961 wohnten noch vier Personen in dem Mühlengebäude. Unter dem Müller Georg Kleesattel wurde in den 1960er Jahren der Sägebetrieb, Anfang der 1970er Jahre auch der Mahlbetrieb eingestellt. Baufällig geworden und einige Jahre leer stehend, wurde nach dem Abriss von Nebengebäuden 1977 das Mühlenanwesen zur Gänze eingeebnet.
Lange markierte noch eine große, als Naturdenkmal ausgewiesene Linde, Nachfolgerin einer früheren Gerichtslinde, recht genau den Standort der verschwundenen Mühle, diese wurde jedoch im Jahre 2006 gefällt und ist heute ebenfalls verschwunden.